# Unróquidas
Los Unróquidas (en italiano: Unrochingi; en francés: Unrochides; en alemán: Unruochinger) fueron una dinastía franca que se estableció en Italia. La familia debe su nombre a su primer miembro célebre, Unroch II de Friul (floruit, a principios del siglo IX).
Los miembros de la familia ostentaron diversos títulos en el norte de Italia, entre ellosos el de margraves y duques de Friul, uno de los señoríos de las Marcas orientales del Imperio franco. La Marca del Friul era considerablemente más grande que el territorio actual de Friul, abarcando gran parte del Véneto moderno y llegando, por el oeste, hasta la provincia de Brescia en Lombardía.
Las principales propiedades de la familia se encontraban, no obstante, en la actual Francia, al norte del río Sena y al sur de Bélgica. El monasterio familiar estaba en Cysoing, cerca de Tournai.
Berengario I de Italia pertenecía a esta dinastía. Berengario no dejó herederos varones, pero entre los descendientes de su hija Gisela y Adalberto I de Ivrea se cuentan el rey Berengario II de Italia, su hijo Adalberto y el hijo de Adalberto, Otón-Guillermo de Borgoña.
Entre los miembros destacados de la familia en la línea directa se incluyen:
- Unruoch II del Friul (floruit de principios del siglo IX)
- Berenguer de Tolosa el Sabio (fallecido en 835)
- Everardo del Friul (fallecido en 866)
- Unruoch III del Friuli (fallecido hacia 874)
- Berengario I de Italia (fallecido en 924)